# United Technologies
United Technologies Corporation (UTC) byl americký nadnárodní konglomerát se sídlem ve Farmingtonu ve státě Connecticut. V dubnu 2020 se spojila se společností Raytheon Company a vznikla společnost Raytheon Technologies. United Technologies se zabývala výzkumem, vývojem a výrobou produktů v mnoha oblastech, mimo jiné v oblasti leteckých motorů, leteckých a kosmických systémů, vzduchotechniky, výtahů a eskalátorů, požární a bezpečnostní techniky, automatizace budov a průmyslových výrobků. UTC byla také velkým vojenským dodavatelem, který získával přibližně 10 % svých příjmů z amerického státního rozpočtu. Gregory J. Hayes byl generálním ředitelem a předsedou představenstva.